# Herbert Staude

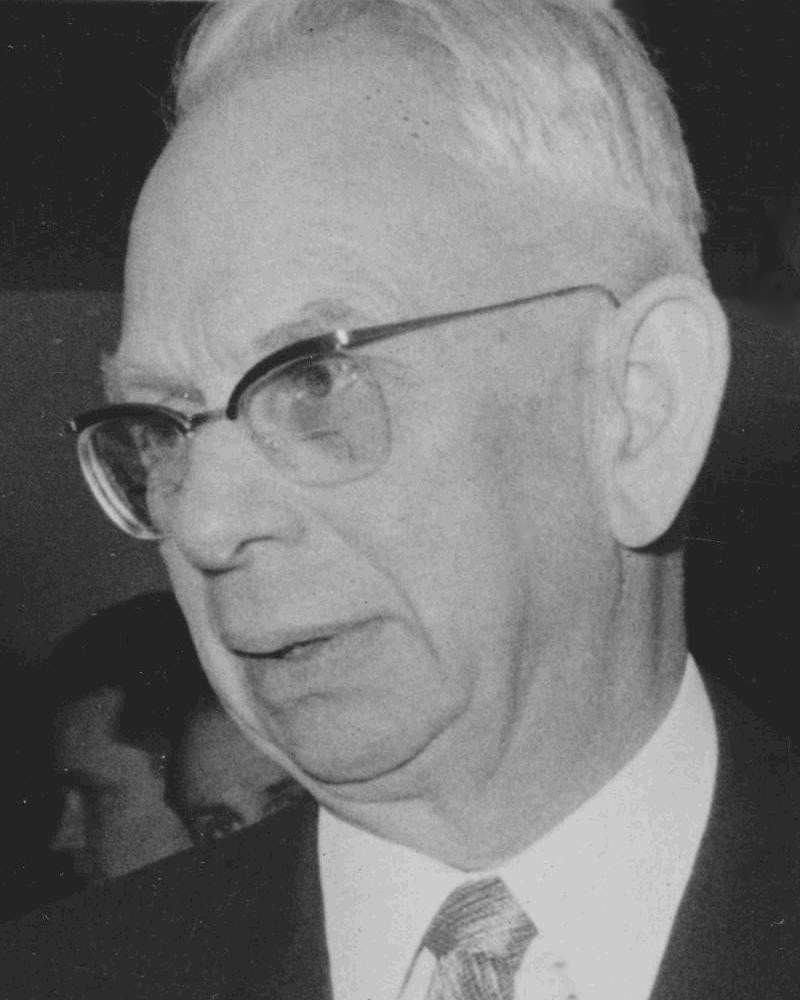
Herbert Staude, Februar 1966, Göttingen

Herbert Staude (* 20. März 1901 in Schmölln; † 28. August 1983 in Frankfurt am Main) war ein deutscher Chemiker (Photochemie, Physikalische Chemie, Elektrochemie).

## Ausbildung und US-Aufenthalt
Staude studierte Mathematik, Physik und Chemie an der Universität Leipzig, an der er 1925 im Institut von Max Le Blanc bei Fritz Weigert (1876–1947) über  Photochemie promoviert wurde (Monochromatische Universalfilter und ihre Anwendung). Anschließend war Staude zunächst bis 1926 Assistent bei seinem Doktorvater, um danach bis 1931 als Privatassistent von Le Blanc zu wirken. In dieser Zeit beschäftigte er sich vor allem mit thermodynamischen Fragestellungen. Daran schloss sich ein Aufenthalt in den USA an, wo Staude als Industriechemiker für die A. O. Smith Steel Corporation in Milwaukee tätig war. Aus Rationalisierungsgründen entließ diese Firma aber schon 1932 wieder alle Deutschen, so dass Staude nach Deutschland zurückkehrte.

## 1930er Jahre bis zum Kriegsende
Zunächst arbeitete er wieder als Assistent von Fritz Weigert. Dieser wurde jedoch schon 1933 als jüdischer Wissenschaftler aus der Universität entlassen. Obwohl Staude im März 1933 einen Ruf an das Wheaten College in Illinois bekam, lehnte er dieses Angebot ab und ging im Mai 1933 zu Professor Robert Luther an das Photographische Institut in Dresden. Luther war einer der Vorgänger Weigerts in der Leipziger photochemischen Abteilung des Physikalisch-Chemischen Institutes. In Dresden befasste sich Staude vor allem mit photometrischen und sensitometrischen Messungen und anderen Themen der Photochemie und Photographie. Trotz seiner Mitgliedschaft im Nationalsozialistischen Lehrerbund, dem er von 1934 bis 1936 angehörte, bekam Staude zunehmend Probleme bei seiner beruflichen Entwicklung, auch weil er sich weigerte, in SA und NSDAP einzutreten. So wechselte er zunächst 1936  als wissenschaftlicher Mitarbeiter zur Firma Siemens und Halske, später arbeitete er bei der Filmfabrik Zeiss Ikon. Ab dieser Zeit bis Kriegsende gehörte Staude dem NS-Bund Deutscher Technik an. Dank einer Fürsprache Max Volmers habilitierte er sich 1939 an der TU Berlin (Beitrag zur Kenntnis des Entwicklungsvorganges. Die Rolle der Oxydationsprodukte), erhielt aber erst 1943 eine Dozentur für Physikalische Chemie am Physikalisch-Chemischen  Institut der TH Berlin-Charlottenburg unter Volmer. Dieses Institut wurde infolge des Kriegsverlaufes in Staudes Geburtsstadt Schmölln ausgelagert, so dass sich auch Staude bei Kriegsende dort befand.

## Nachkriegszeit
Im Zuge der Befreiung von Schmölln durch amerikanische Truppen wurde Staude zunächst als Bürgermeister seiner Heimatstadt eingesetzt. Nach dem Besatzungswechsel am 1. Juli 1945 wechselte Staude mit Genehmigung der SMAD wieder in vertrautes Metier, er wurde als Oberstudiendirektor Leiter der Schmöllner Oberschule und unterrichtete Mathematik und Chemie. Gleichzeitig übernahm er kommissarisch als Nachfolger Luthers die Leitung des Institutes für wissenschaftliche Photographie der TH Dresden. 1946 gab es wieder Kontakte zum Leipziger Institut für Physikalische Chemie. Maßgeblichen Anteil an einer Berufung Staudes hatte Karl Friedrich Bonhoeffer, der seinen Wechsel an die HU Berlin vorbereitete. Folgerichtig erfolgte im Dezember 1946 die Berufung von Herbert Staude zum außerplanmäßigen Professor. Als Bonhoeffer Anfang 1947 Leipzig verließ, übernahm Staude dessen Vorlesung und erhielt wenig später auch die Berufung zum planmäßigen Professor für Photochemie und Elektrochemie. Darüber hinaus übernahm er, zunächst kommissarisch, die Leitung des Instituts für Physikalische Chemie. Dieses wurde unter Staudes Führung in der Nachkriegszeit wieder aufgebaut. 1949 erhielt Staude seine Berufung zum Professor mit Lehrstuhl für Physikalische Chemie, ab 1951 war er auch Dekan der Mathematisch-Naturwissenschaftlichen Fakultät.

## Flucht aus der DDR in die Bundesrepublik
Ende der 1950er Jahre kam es dann zu einem einschneidenden Erlebnis für ihn. Nachdem ein Oberassistent seines Institutes aus der DDR geflohen war, wurde Staude nach einem Kolloquium von zwei Angehörigen des Ministeriums für Staatssicherheit zu einem Verhör gebracht. Dabei wurde das Ziel verfolgt, dass Staude zukünftig potentielle Flüchtlinge im Universitätsbetrieb denunziere. Eine Dienstreise nach Österreich nutzte Staude, um nun selbst der DDR den Rücken zu kehren. Dieser Schritt fand an der Leipziger Universität ein sehr geteiltes Echo, in Unkenntnis der Gründe auch Missbilligung. Staude gelang es, rasch im universitären Betrieb wieder Fuß zu fassen. Zunächst bekam er noch 1959 eine Honorarprofessur am Institut für Physikalische Chemie der Goethe-Universität Frankfurt am Main. 1964 wurde er zum Professor für Physikalische Chemie berufen.

## Werk
Er befasste sich mit dem photographischen Entwicklungsverfahren, aber auch Passivierung von Metallen, Thermodiffusion, Mischungswärmen, Kinetik der Adsorption an Elektroden.

## Mitgliedschaften und Ehrungen
1956 wurde er ordentliches Mitglied der Sächsischen Akademie der Wissenschaften in Leipzig und war ab 1959 korrespondierendes Mitglied.

## Schriften
- mit Gerhard Stade: Mikrophotographie, Akademische Verlagsgesellschaft, Leipzig 1939
- mit Erich Stenger: Fortschritte der Photographie, Leipzig, Akademische Verlagsgesellschaft, Band 1 bis 3, 1938, 1940, 1944
- Der Photographische Prozess, Leipzig, Fachbuchverlag 1953
- Photochemie, BI Hochschultaschenbücher, Mannheim, 1962, 2. Auflage 1966
- Versuche zur Natur des latenten Bildes und ihre Deutung, Berlin, Akademie Verlag 1965
- Herausgeber: Physikalisch-Chemisches Taschenbuch, Akademische Verlagsgesellschaft, Leipzig, 1945, 1949